# Enoclerus ichneumoneus
Enoclerus ichneumoneus är en skalbaggsart som först beskrevs av Fabricius.  Enoclerus ichneumoneus ingår i släktet Enoclerus och familjen brokbaggar. Inga underarter finns listade i Catalogue of Life.

## Bildgalleri

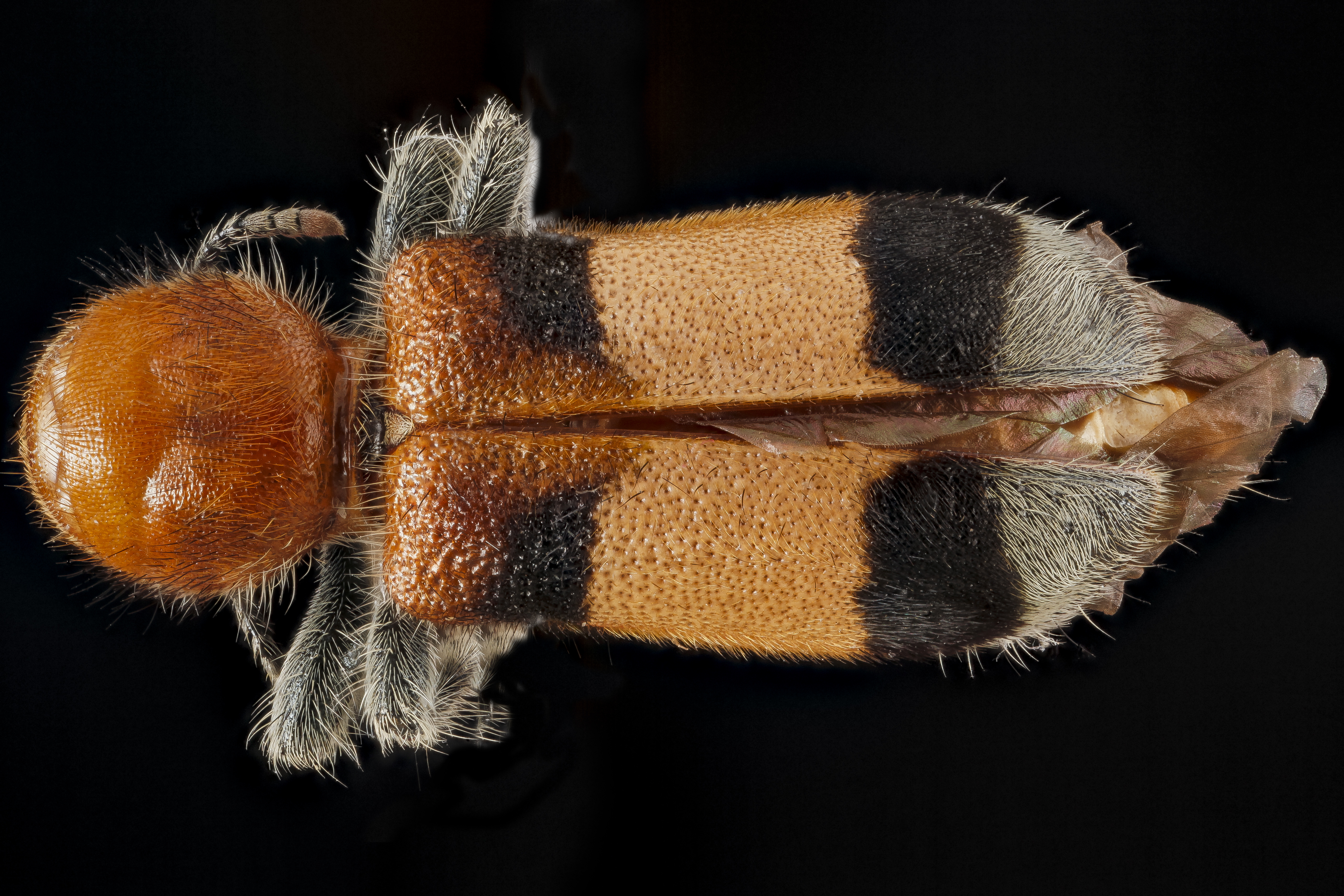
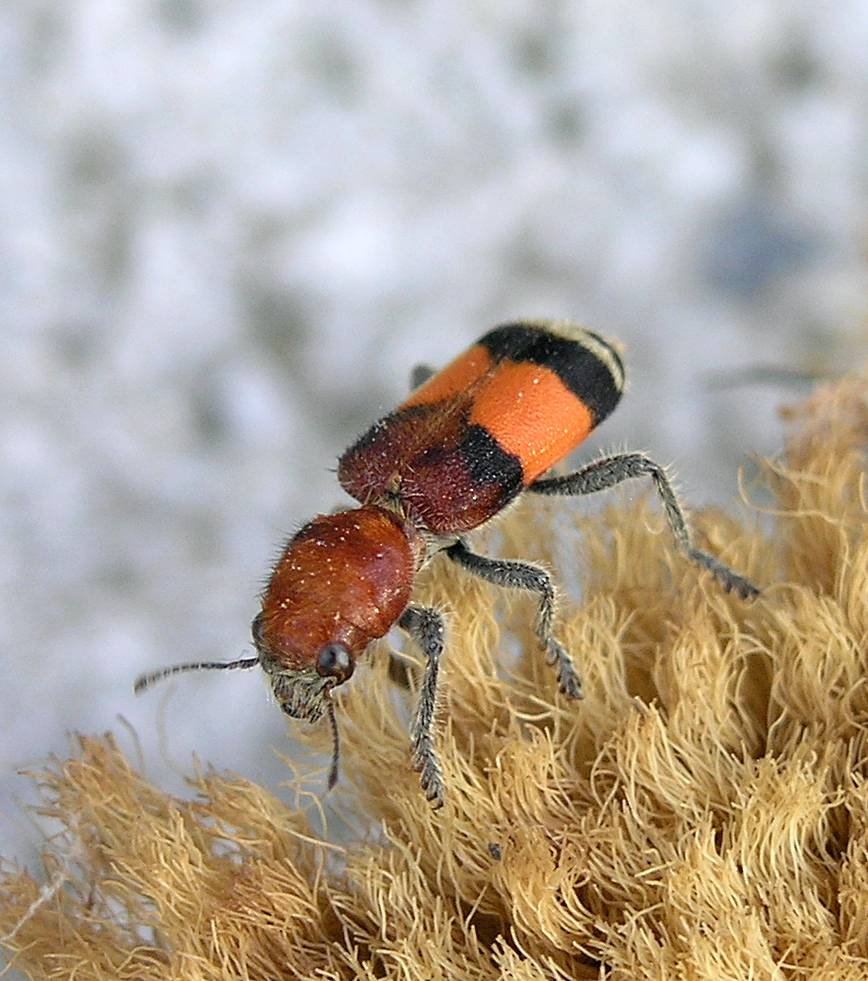
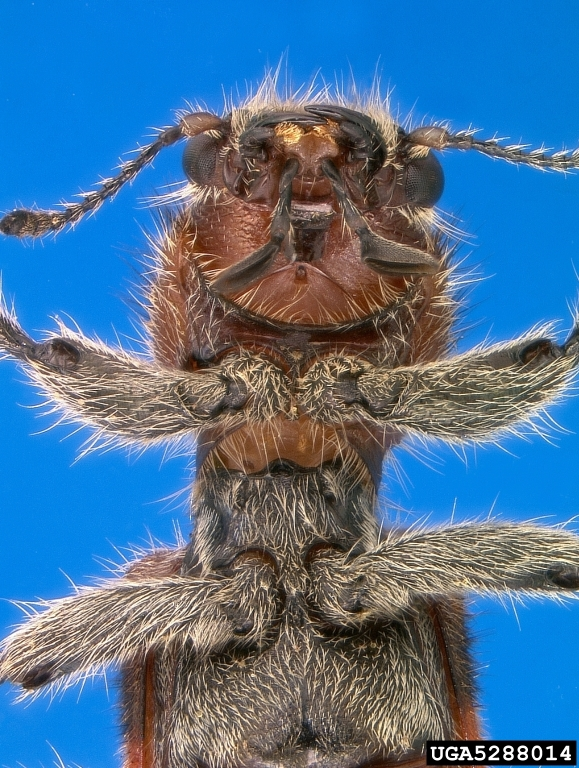